# Цикли у С шарп (програмування)
Циклів у C# (Сі Шарп) є чотири різних види (for, while, do ... while і foreach), що дозволяють виконувати блок коду повторно до тих пір, поки задовольняється певна умова.

## Цикл for
Цикл for в C# надає механізм ітерації, в якому певну умову перевіряється перед виконанням кожної ітерації. Синтаксис цього оператора показаний знизу:
for (ініціалізатор; умова; ітератор)
   оператор (оператори)
Тут: Ініціалізатор — це вираз, що обчислюється перед першим виконанням тіла циклу (зазвичай ініціалізація локальної змінної як лічильника циклу). Ініціалізація, як правило, представлена оператором присвоювання, що задає початкове значення змінної, яка виконує роль лічильника і управляє циклом;
Умова — це вираз, що перевіряється перед кожною новою ітерацією циклу (має повертати true, щоб була виконана наступна ітерація);
Ітератор — вираз, що обчислюється після кожної ітерації (зазвичай збільшення значення лічильника циклу).
Зверніть увагу на те, що ці три основні частини оператора циклу for повинні бути розділені крапкою з комою. Виконання циклу for триватиме до тих пір, поки перевірка умови дає істинний результат. Як тільки ця перевірка дасть помилковий результат, цикл завершиться, а виконання програми буде продовжено з оператора, наступного після циклу for.
Варто відзначити, що цикл for відмінно підходить для повторного виконання оператора або блоку операторів заздалегідь відомої кількість разів.

## Цикл while
Подібно for, while також є циклом з попередньою перевіркою. Синтаксис його аналогічний, але цикли while включають тільки один вислів:
while (умова)
оператор (оператори);
Де оператор - це єдиний оператор або ж блок операторів, а умова означає конкретне умовне управління циклом і може бути будь-яким логічним виразом. У цьому циклі оператор виконується до тих пір, поки умова істинна. Як тільки умова стає помилковою, управління програмою передається рядку коду, наступному безпосередньо після циклу.
Як і в циклі for, в циклі while перевіряється умовний вираз, що визначений у самому початку циклу. Це означає, що код в тілі циклу може взагалі не виконуватися, а також позбавляє від необхідності виконувати окрему перевірку перед самим циклом.

## Цикл do ... while
Цикл do ... while в C # - це версія while з післяпровіркою умови. Це означає, що умова циклу перевіряється після виконання тіла циклу. Отже, цикл do ... while зручний в тих ситуаціях, коли блок операторів повинен бути виконаний як мінімум один раз. Нижче наведена загальна форма оператора циклу do-while:
do {
оператори;
} While (умова);

## Цикл foreach
Цикл foreach служить для циклічного звернення до елементів колекції, що представляє собою групу об'єктів. У C # визначено кілька видів колекцій, кожна з яких є масивом. Нижче наведена загальна форма оператора циклу foreach:
foreach (тип імя_змінної_цікла in колекція)
   оператор;
Тут тип імя_змінної_цікла позначає тип і ім'я змінної управління циклом, яка отримує значення наступного елемента колекції на кожному кроці виконання циклу foreach. А колекція позначає циклічно опитує колекцію, яка тут і далі є масивом. Отже, тип змінної циклу повинен відповідати типу елемента масиву. Крім того, тип може позначатися ключовим словом var. В цьому випадку компілятор визначає тип змінної циклу, виходячи з типу елемента масиву. Це може виявитися корисним для роботи з певного роду запитами. Але, як правило, тип вказується явно.
Оператор циклу foreach діє таким чином. Коли цикл починається, перший елемент масиву вибирається і присвоюється змінної циклу. На кожному наступному кроці ітерації вибирається наступний елемент масиву, який зберігається в змінній циклу. Цикл завершується, коли всі елементи масиву виявляться обраними.